# Entelecara media
Entelecara media là một loài nhện trong họ Linyphiidae.
Loài này thuộc chi Entelecara. Entelecara media được Wladislaus Kulczynski miêu tả năm 1887.